# Francisco Ramírez Navarro
Francisco Ramírez Navarro (ur. 24 lipca 1939 w Tepatitlán de Morelos) – meksykański duchowny katolicki, biskup pomocniczy archidiecezji Tlalnepantla w latach 2001-2015.

## Życiorys
Święcenia kapłańskie przyjął 15 sierpnia 1969 i został inkardynowany do archidiecezji Tlalnepantla. Oprócz zadań duszpasterskich w diecezji pełnił funkcje m.in. ekonoma miejscowego seminarium oraz wikariusza biskupiego dla wikariatu San Antoni de Padua.

### Episkopat
27 grudnia 2000 został mianowany przez papieża Jana Pawła II biskupem pomocniczym archidiecezji Tlalnepantla ze stolicą tytularną Tlos. Sakry biskupiej udzielił mu 22 lutego 2001 ordynariusz tejże archidiecezji, abp Ricardo Guízar Díaz.
4 marca 2015 przeszedł na emeryturę.